# Santa Maria de Figuerola d'Orcau
Santa Maria de Figuerola d'Orcau és l'església parroquial de Figuerola d'Orcau, al terme municipal d'Isona i Conca Dellà (Pallars Jussà). Està situada ben bé al centre del poble, dins del seu recinte murat.

## Descripció
Església de grans dimensions, envoltada de carrerons estrets. Consta d'una sola nau amb absis semicircular i coberta a dues vessants. Al mur de ponent hi ha el portal d'entrada, flanquejat per una arcada de mig punt adovellada, amb tres arquivoltes amb dobles impostes i extradós. Al damunt hi ha un ull circular i la gran espadanya de tres plantes. El primer pis amb quatre ulls diferents i els dos següents pisos amb un sol ull.

## Història
Es tracta d'una construcció bàsicament romànica, però amb nombroses afectacions al llarg dels segles. És un temple de dimensions molts grans, que ha sofert moltes modificacions al llarg del temps i, per tant, ha estat molt alterat en el decurs dels segles. Les estructures bàsiques són clarament romàniques: nau única, amb absis semicircular a la capçalera i porta a ponent, coronada per un campanar d'espadanya de sis ulls en tres nivells diferents. Damunt de la porta, a més, hi ha una finestra d'ull de bou circular. Tot plegat és obra del segle xii, en el moment que podríem anomenar de plenitud del romànic.
Està documentada des del 1314 amb l'advocació original a Santa Maria. Entre 1758 i 1904 estigué dedicada a la Mare de Déu dels Àngels, però en aquest darrer any se li retornà l'advocació original. Conserva un retaule del segle xviii, que se salvà de les destruccions de les guerres posteriors. Pascual Madoz, que va visitar l'església a mitjan segle xix, diu que és una construcció del 1524 refeta el 1692, però en aquesta afirmació només té en compte reformes posteriors i negligeix, en canvi, l'obra romànica, clarament perceptible a simple vista. És possible que només tingués en compte els registres que en parlen en els llibres d'obra de l'arxiu parroquial, que devia consultar.

## Galeria d'imatges

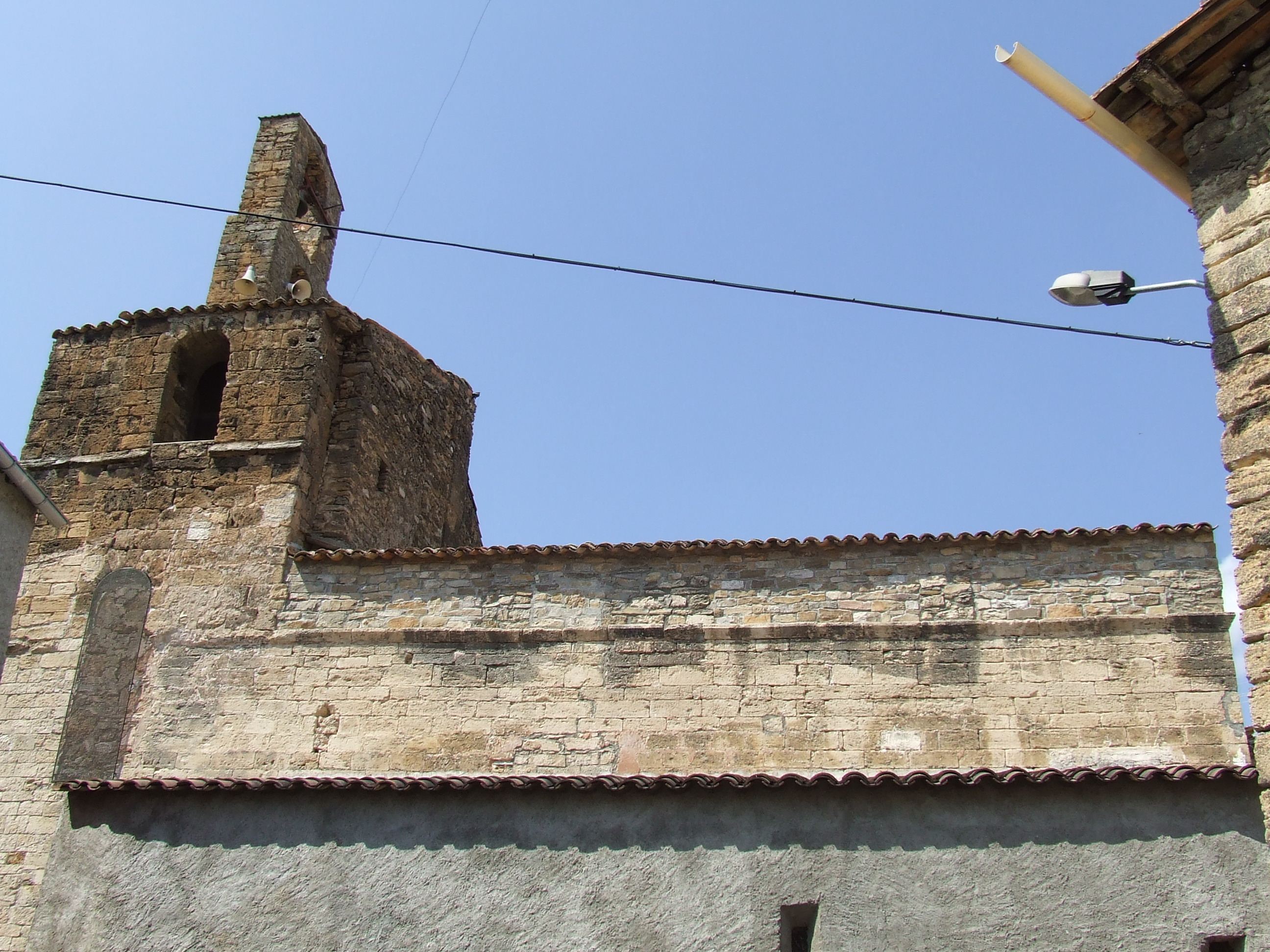
Façana meridional, amb elements romànics, i espadanya rústica.
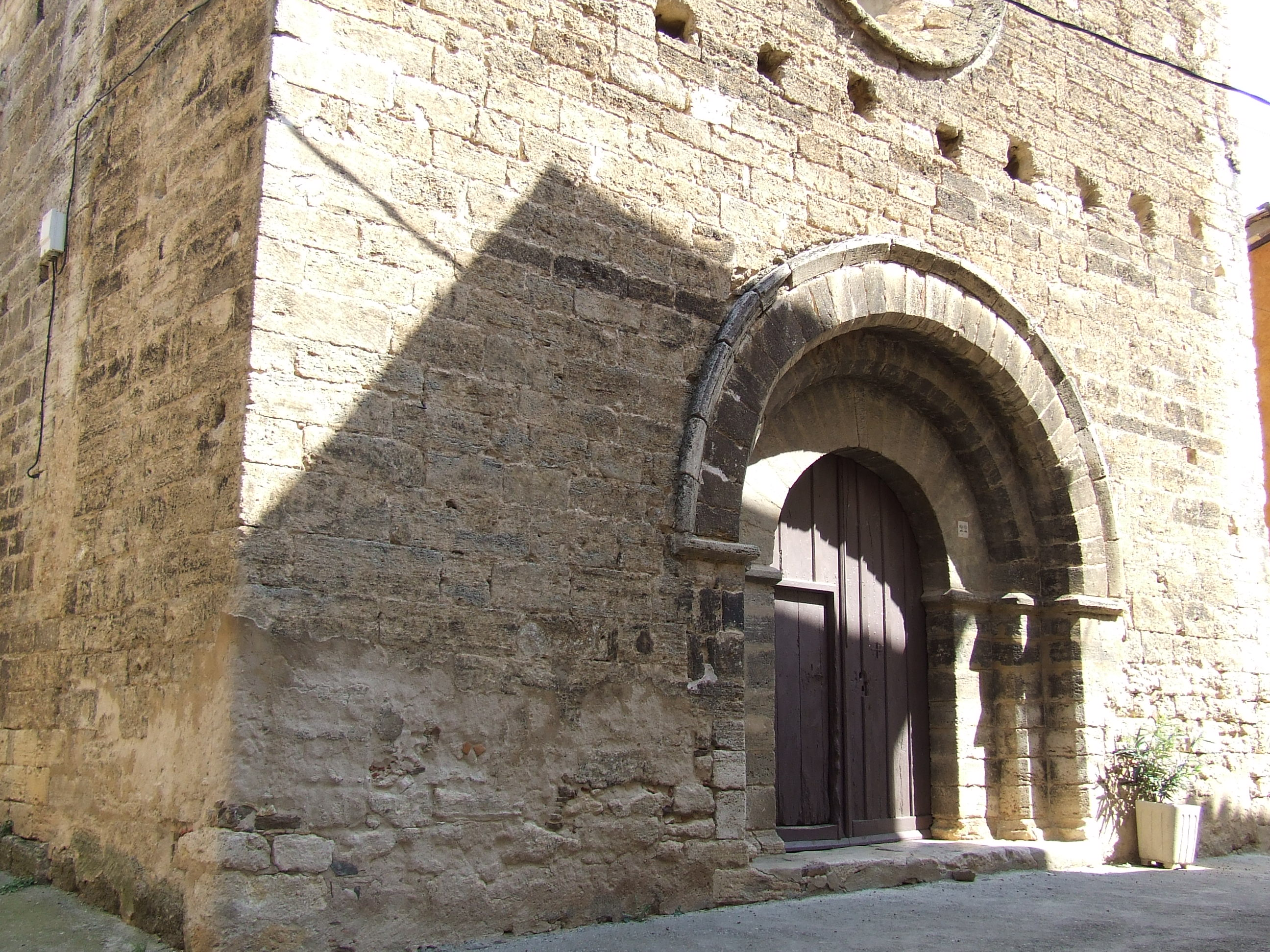
Façana occidental, amb la portalada.
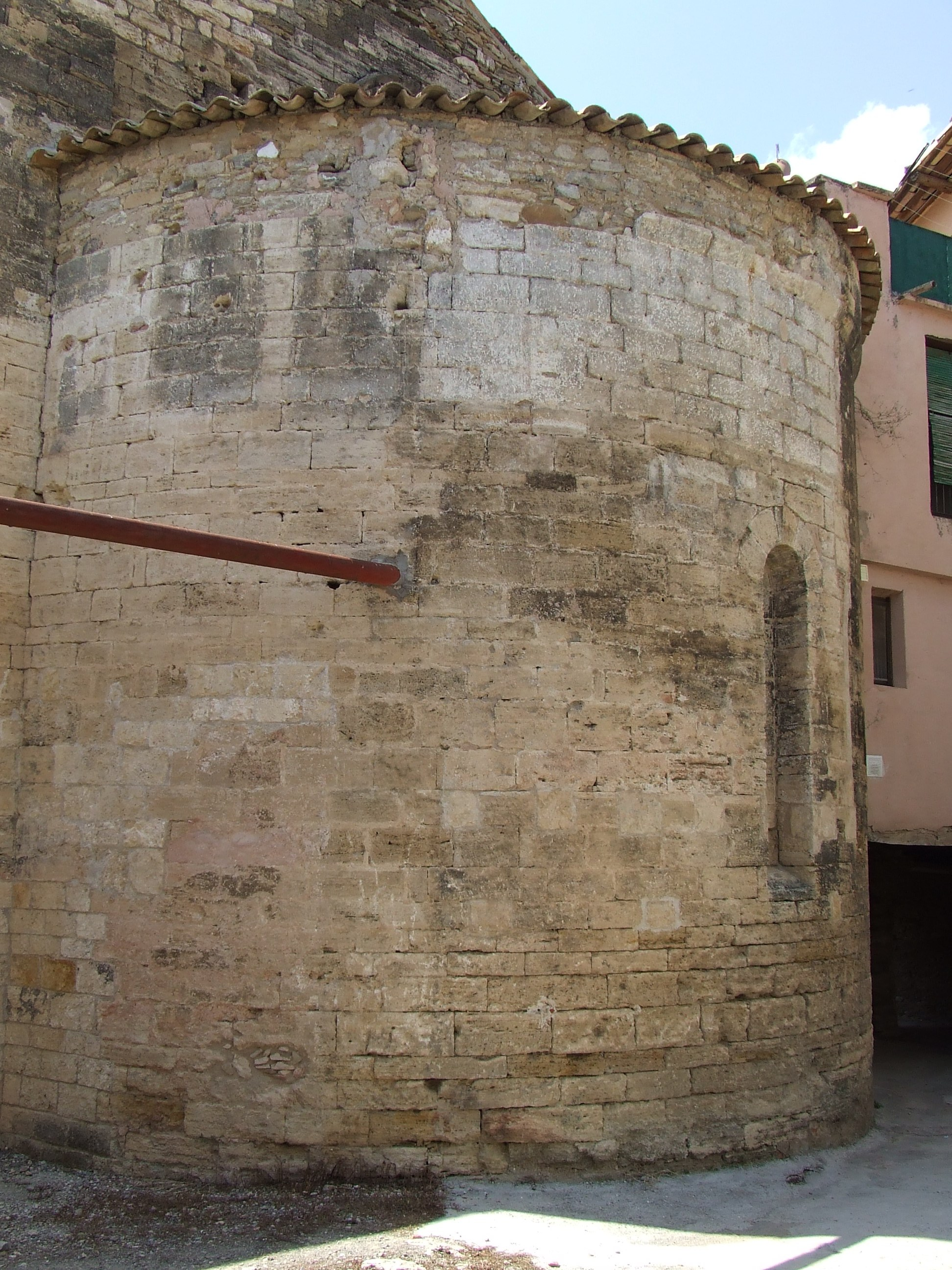
Absis romànic.